# 阿弗特·伊姆耶拉耶
阿弗特·伊姆耶拉耶·艾摩菲（Alfred Emuejeraye Emoefe，1983年1月13日—），是尼日利亞职业足球运动员，曾入选过尼日利亞的U20、U23国家队。

## 生涯
伊姆耶拉耶在朱利葉斯貝格爾開始他的職業生涯，效力至2003年後，他加盟了瑞士球會草蜢至2004年6月。2006-07賽季，他加盟新加坡球會甘柏聯，之後回到瑞士，並在2007-08賽季效力德萊蒙。2008年8月18日，他正式加盟沃倫。
2010年2月28日，他加盟中超球會天津泰達。

## 國際賽生涯
他曾代表U23出戰2003年全非運動會。

## 個人生活
他是Precious的表哥。

## 連結
- Player profile - doha-2006.com
- Player profile - national-football-teams.com （页面存档备份，存于）